# Cherrybelle
Cherrybelle – indonezyjski girlsband z Dżakarty, założony w 2011 roku. Mają podpisany kontrakt z CBM Entertainment. 
Grupa powstała 27 lutego 2011 roku. W tym samym roku grupa wydała swój debiutancki album pt. Love Is You.  
Historia zespołu została przedstawiona w filmie Love is U z 2012 roku (reżyseria: Hanny Saputra). 

## Dyskografia
| Rok  | Nazwa albumu                  |
| ---- | ----------------------------- |
| 2011 | Love Is You                   |
| 2013 | Diam Diam Suka                |
| 2015 | Reborn                        |
| 2016 | Cherrybelle Compilation Album |

## Filmografia
- 2012: Love is U
- 2014: Crush